# كابد

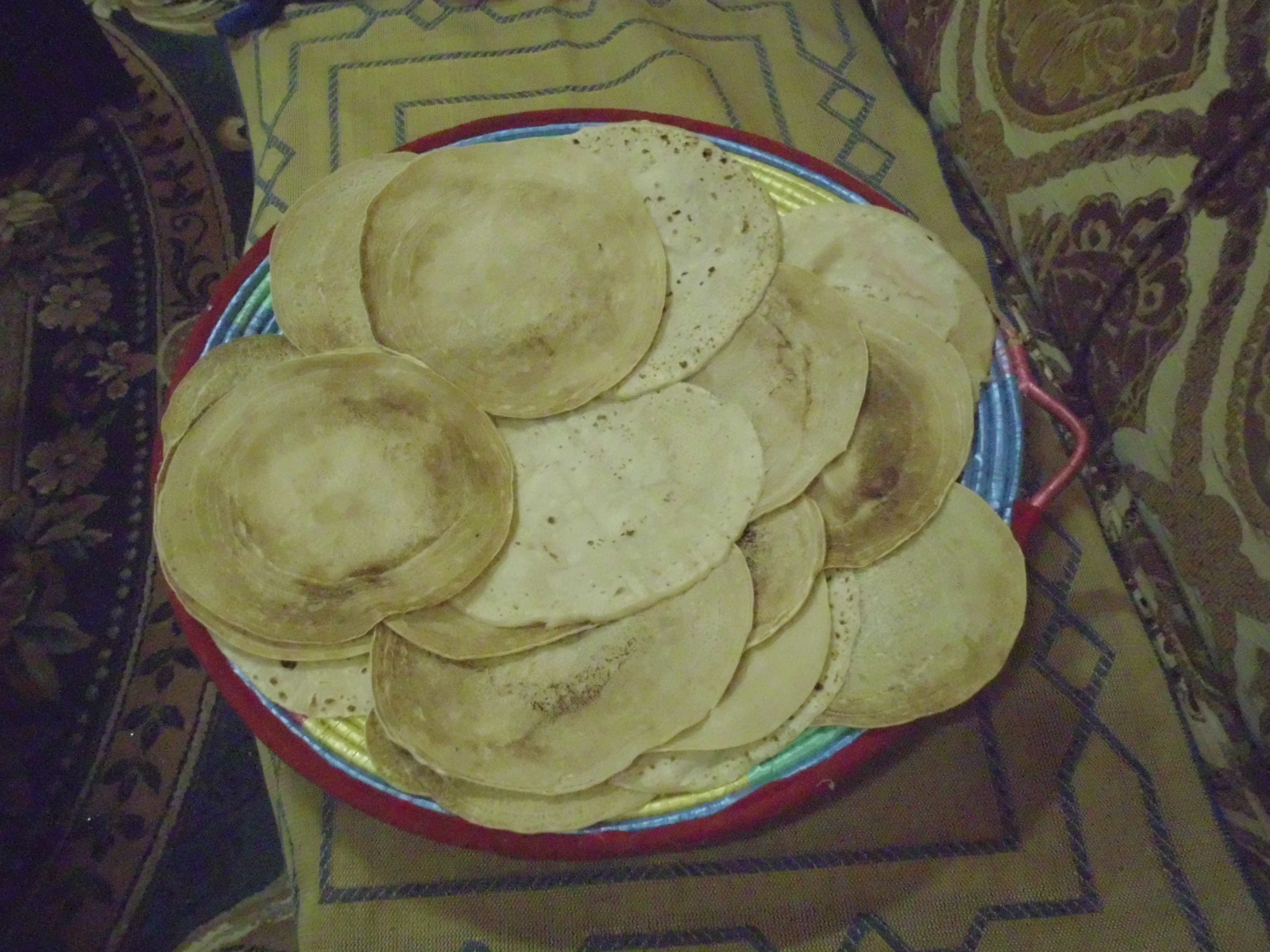
خبز "الكابد" بعد إعداده وتجهيزه.

الكَابد، نوع من الخبز، يعد واحدًا من أشهر المخبوزات النوبية التقليدية السائدة عند النوبيين عمومًا، سواء في منطقة النوبة نفسها أو خارجها، بل ومن أبزر العناصر الثقافية انتشارًا (مكانيًا) واستمرارًا (زمانيًا)، لكونه يرتبط ارتباطًا وثيقًا بالمرأة النوبية أينما كانت، حيث تعد عملية جمع وإعداد الطعام وتجهيزه من الأنشطة والممارسات الثقافية التي اعتادت عليها المرأة بشكل عام، إبتدءًا منذ أقدم العصور التاريخية وما قبلها ووصولًا إلى عصرنا الحاضر الحديث. وللكَابد مكوناته وأدواته الخاصة المستخدمة في إعداده وتجهيزه، كما يتمتع في ذات الوقت بالعديد من الوظائف الحيوية الهامة، سواء من الناحية الثقافية، أو الاجتماعية، أو الصحية، أو الاقتصادية، فمن حيث مكوناته الأساسية فهى تتمثل في دقيق القمح المخلوط أحيانًا بقليل من دقيق الذرة الرفيعة أو دقيق الشعير، ومنه نوعان، أحدهما بالخمير، أما الآخر بدون خمير، ولكل منهما استخدامه، فالنوع الأول (الكَابد بالخمير) يؤكل عادًة مع العسل واللبن، أما النوع الثاني (الكَابد بدون خمير) فيؤكل مع الإتر (الملوخية الجافة) والبامية، وكذلك مع عموم المطبوخات الأخرى من الخضرة.

## عنه
يعد الكَابد من أشهر المخبوزات التقليدية التي تقدم على الموائد النوبية في أي وجبة من الوجبات اليومية (كالإفطار – الغداء – العشاء)، لكونه يتمتع بالعديد من الخصائص والسمات المميزة، فهو خٌبز بسيط المكونات، سهل الصنع، غنى بالعناصر اللازمة التي يحتاجها الجسم، بالإضافة إلى إنه يعمل من ناحية أخرى على تدعيم وتوطيد العلاقات والروابط الاجتماعية القائمة بين الأفراد والعائلات في القرية الواحدة، وخاصًة أثناء الاحتفال بأي مناسبة اجتماعية، حيث تتعاون معظم السيدات على صناعة كميات كبيرة منه لتقيمها على موائد الطعام للضيوف والزائرين، فضلًا عن إنه يدخل بشكل أساسي ضمن المأكولات التقليدية النوبية التي ينجذب إليها معظم الزائرين والأغراب عند زيارتهم لمختلف القرى النوبية في محافظة أسوان لأول مرة، وذلك بغرض التعرف على ثقافة أهلها.

## أنواعه
يصنع خٌبز «الكَابد» في العادة على أداة رئيسية الاستخدام تعرف بـ (الدوكة)، وهي عبارة عن أداة دائرية الشكل، منها المصنوع من الطين المحروق كالفخار، ومنها المصنوع من معدن الحديد المصقول، فبعد إعداد عجين الدقيق وتجهيزه يوضع على سطح الدوكة الساخنة في المنتصف، ثم يفرش ذلك العجين بطريقة دائرية، وذلك على حسب حجم الدوكة المستخدمة، أيًا كان نوعها (فخارية أم معدنية)، وبسمك حوالي سنتيمتر، وإذا اختلف حجم خبز الكابد من حيث السمك وأصبح في حدود مليمتر واحد، فإن اسمه يتبدل ويعرف في هذه الحالة بـ (سلابه)، وهو نوع آخر من المخبوزات النوبية التقليدية.
لذا تختلف أسماؤه من مكان إلى آخر في منطقة النوبة، إما لتعدد أنواعه المختلفة المصنوعة على هذه الأداة «الدوكة»، وهي أداة أساسية الاستخدام في المطبخ النوبي المعروف بالنوبية بـ «ديون نوق» وترجمته الحرفية بمعنى (بيت الدوكة)، أو ربما يعود ذلك إلى اللهجة المحلية التي يتحدثون بها الجماعات الإنسانية التي تقوم بصناعته واستخدامه في مختلف أرجاء هذه المنطقة.
ففي قرى الكنوز يطلق عليه بـ «اللهجة الكنزية» بـ (فتّي/ كَاوي)، وهو أحد أنواع الخٌبز ذو السمك الرفيع، ولكنه بدون خمير، وكذلك (خمّاريت/ خَمريد / سناسل/ كاجيه)، وهو أحد أنواع الخبز ذو السمك الغليظ، ولكنه بالخمير، أما في قرى الفاديجا فيطلق عليه بـ «اللهجة الفاديجا» بـ (كَـابِد/ كابيده/ قَابض) بمعنى (خٌبز طازج)، وهو أحد أنواع الخٌبز ذو السمك الغليظ، وكذلك  (شـّدي) بمعنى (خبز مخمر)، وهو أحد أنواع الخٌبز ذو السمك الرفيع.

## طريقة خبزه
عند تحضيره، تقوم إحدى السيدات بوضع الدقيق المستخدم في إناء واسع، مقعر الشكل (كالحلة أو طبق كبير) إما المصنوع من الفخار أو من الزجاج مع إضافة القليل من الملح، وبعد خلطهما مع بعضهما البعض توضع كمية قليلة من الماء تتناسب مع كمية الدقيق والملح حتى تصبح في النهاية على هيئة عجينة جاهزة قابلة للاستخدام، وبعد ترك العجين بضع دقائق معدودة، يتم مسح سطح «الدوكة» أولًا بقطعة صغيرة من القماش المدهون بقليل من الزيت والملح حتى لا يلتصق العجين بها عند وضعه، ثم تقوم السيدة بأخذ كوب صغير (كوز معدني أو كوب زجاجي) من العجين ووضعه في منتصف سطح «الدوكة»، ثم فرده إما باليد أو بمقعد الكوب (قعر الكوب) في اتجاه عقارب الساعة حتى يأخذ محيط حجم القرص نفسه، وعند وضع كل كوب من العجين تردد السيدة البسملة (بِسْمِ اللَّـهِ الرَّحْمَـٰنِ الرَّحِيمِ)، وبعد تسوية أحد جانبيه في مدة زمنية تقدر بأقل من دقيقة، يقلب وجه الخبز على الجانب الآخر باستخدام سلاح معدني (كالسكين)، وبعد تسوية الجانبين جيدًا يحمل الخبز إما باليد أو بالسكين من على سطح «الدوكة» ليتم وضعه بعد ذلك على صينية كبيرة الحجم أو طبق من الأطباق النوبية المعروفة بـ «الشَور أو الكرج»، أما من حيث مدة التسوية فإنها تختلف على حسب نوع الخٌبز المصنوع، ففي حالة تسوية الخٌبز ذو السمك الرفيع، فإن المدة التي يستغرقها لا تتجاوز الدقيقتين تقريبًا، إلا أن هذه المدة قد تزيد أحيانًا عند تسوية أي نوع آخر من الأنواع ذات السمك الغليظ.

## الثقافة الشعبية
أشار إلى خبز الكابد «جون لويس بوكهارت» (أحد المستشرقين الأجانب الذين قاموا بزيارة منطقة النوبة في بدايات القرن التاسع عشر)، حيث قام بوصفه وصفًا دقيقًا حين قال (طعام النوبيين المألوف هناك خٌبز الذرة، وهو في غاية الخشونة، ويصنع بغير ملح، ويخبزونه على الصاج كبدو جزيرة العرب، ولما كانت عملية الطحن والعجن والخبز لا تستغرق كلها أكثر من عشر دقائق، فإنك تستطيع أن تحكم مطمئنًا بأن هذا الخبز لا يمكن أن يكون ناضجًا، ويطحن النسوة زاد كل يوم في الصباح، فالنوبيون لا يخزنون الدقيق، وفي «سكوت» و«المحس» يصعنون الخبز رقاقًا مستديرًا، يوضع بعضه فوق بعض حين يقدم على المائدة، وقلما يذوق النوبيون اللحم، بل أن الحكام لا يتناولونه كل يوم).
وتوجد هناك العديد من الأمثال الشعبية السائدة في منطقة النوبة يدخل فيها كلمة «الخبز»، منها على سبيل المثال وليس الحصر (كَباجون مِرتي جَجَاهِيجون أجَر تنا أودر) بمعنى (كل كما تشاء من الخٌبز وضعه سليمًا كما كان من قبل في مكانه)، و (جَلبَان كَبا ديوال كَرجمون) بمعنى (خٌبز الفقير لا ينضج)، ويضرب هذا المثل للرجل الذي يتكلم فلا يسمع رأيه لفقره.